# Крэмб, Джон Адам
Джон Адам Крэмб (англ. John Adam Cramb; 4 мая 1862, Денни — октябрь 1913) — шотландский историк и ярый патриот. Он опубликовал научно-популярные работы и под своим именем, и под псевдонимом «R. A. Revermont».
Родился в Денни. Окончил Университет Глазго и частично Боннский университет.
В 1887 году женился на 3-й дочери Эдварда Уинслоуа (Mr. Edward W. Selby Lowndes of Winslow). Был сын. В 1888—90 годах — лектор современной истории женского Колледжа королевы Маргариты (en:Queen Margaret College (Glasgow)). Многие годы работал на правительство (en:Civil service commission). С 1892 года — лектор в en:Queen's College, London. В 1893 года — профессор. Был лектором военной истории в других заведениях. Давал частные уроки по литературе и философии.

## Идеи
- Великая нация полагается главным образом на себя, и только потом на союзы, хотя бы они были самыми тесными, потому что глубоко в сердце каждой нации лежит старая крепкая злоба, которая в момент кризиса может вспыхнуть прежним пламенем. 1913.
- Индия это не только Италия Азии, не только страна романтики, искусства и красоты, это в религии, центральный священный храм Земли. Индия — религия[4].